# Перистери, Анджела
Анджела Перистери (алб. Anxhela Peristeri; род. 1986, Корча, Албания) — албанская певица и модель. Она впервые стала широко известна после победы на одном из основных музыкальных конкурсов Албании, Kënga Magjike, в 2017 году. После победы на Festivali i Këngës в 2020 году, Перистери стала представительницей Албании на конкурсе песни «Евровидение-2021» с песней «Karma». В финале конкурса, прошедшего 22 мая 2021 года, Анджела заняла 21 место из 26, набрав суммарно 57 баллов от зрителей и жюри конкурса.

## Карьера
В декабре 2001 года приняла участие в Festivali i Këngës 54 с песней «Vetëm ty të kam». В декабре 2017 года приняла участие в 19-м конкурсе Kënga Magjike. В декабре 2019 года приняла участие в 21-м конкурсе Kënga Magjike с песней «Dikush i imi», где заняла 3-е место. В декабре 2020 года Перистери приняла участие в Festivali i Këngës 59 с песней «Karma», где заняла 1 место, следовательно, отправилась на Евровидение 2021 от Албании.

## Дискография

### Альбомы
- Anxhela për ju (2004)

### Синглы

#### Как ведущая исполнительница
| «Vetëm ty të kam»                                                           | 2001 | н/д | — | Неальбомные синглы |
| «1001 djem»                                                                 | 2004 | н/д | — | Anxhela për ju     |
| «Ishe mbret»                                                                | 2004 | н/д | — | Anxhela për ju     |
| «Hej ti»                                                                    | 2005 | н/д | — | Неальбомные синглы |
| «Sonte dridhuni» (совместно с Big Man)                                      | 2005 | н/д | — | Неальбомные синглы |
| «Femër mediatike»                                                           | 2014 | н/д | — | Неальбомные синглы |
| «Ai po ikën»                                                                | 2014 | н/д | — | Неальбомные синглы |
| «Bye Bye» (совместно с Marcus Marchado)                                     | 2015 | —   | — | Неальбомные синглы |
| «Si po jetoj»                                                               | 2015 | —   | — | Неальбомные синглы |
| «Llokum» (совместно с Gold AG and Labi)                                     | 2016 | —   | — | Неальбомные синглы |
| «Genjështar»                                                                | 2016 | —   | — | Неальбомные синглы |
| «Qesh» (совместно с Aurel Thëllimi)                                         | 2017 | —   | — | Неальбомные синглы |
| «I joti»                                                                    | 2017 | —   | — | Неальбомные синглы |
| «E Çmëndur»                                                                 | 2017 | —   | — | Неальбомные синглы |
| «Insanely in Love» (совместно с Kastriot Tusha)                             | 2018 | —   | — | Неальбомные синглы |
| «Shpirti ma di»                                                             | 2018 | 73  | — | Неальбомные синглы |
| «Pa mua»                                                                    | 2018 | 74  | — | Неальбомные синглы |
| «Muza ime» (совместно с Mateus Frroku)                                      | 2019 | —   | — | Неальбомные синглы |
| «Maraz»                                                                     | 2019 | —   | — | Неальбомные синглы |
| «Shpirt i bukur»                                                            | 2019 | 82  | — | Неальбомные синглы |
| «Dikush i imi»                                                              | 2019 | —   | — | Неальбомные синглы |
| «Ata» (совместно с Sinan Vllasaliu)                                         | 2020 | 100 | — | Неальбомные синглы |
| «Dashni»                                                                    | 2020 | —   | — | Неальбомные синглы |
| «Lujta»                                                                     | 2020 | —   | — | Неальбомные синглы |
| «Karma»                                                                     | 2021 | —   | — | Неальбомные синглы |
| «Nuk më doje»                                                               | 2021 | —   | — | Неальбомные синглы |
| «Puthje» (совместно с Sinan Hoxha)                                          | 2021 | —   | — | Неальбомные синглы |
| «Potpuri 2022» (совместно с Yll Demaj)                                      | 2021 | —   | — | Неальбомные синглы |
| «—» означает, что песня не попала в чарт страны или не была в ней выпущена. |      |     |   |                    |